# 麦克唐纳湖
麥克唐納湖（英語：Lake McDonald）是冰河國家公園面積最大的湖泊，由冰川活動和侵蝕共同形成。其長約16公里（10英里），寬超過1.6公里（1英里），深130公尺（472英尺）。海拔高度為3,153英尺（961公尺），位於美洲大陸分水嶺的西側。
麥克唐納湖面積為6,823英畝（27.6平方公里）。

## 參见
- 冰川國家公園